# Hironari Iwamoto
Hironari Iwamoto (født 27. juni 1970) er en tidligere japansk fodboldspiller.
Han har spillet for flere forskellige klubber i sin karriere, herunder Bellmare Hiratsuka og Montedio Yamagata.